# Кочурова, Софья Александровна
Софья Александровна Кочурова (1862 — 1935) — российский сельский доктор, Герой Труда (1932).

## Биография
Родилась в  многодетной семье священнослужителя, настоятеля храма Богоявления Господня Александра Васильевича Кочурова и Анны Николаевны Кочуровой (в девичестве Перехвальской) в с. Бигильдино (Сурки тож) Данковского уезда Рязанской губернии. Её дед Василий Васильевич Кочуров с 1841 года также был настоятелем этого храма. Их могилы в с. Бигильдино (Сурки) Данковского района Липецкой области сохранились за алтарной частью храма. Имена братьев — Николай, Василий, Иван (новомученик Иоанн Царскосельский), Дмитрий, Владимир (Томский). Имена сестёр — Любовь и Мария.
Окончила в 1886 году высшие врачебные курсы в Санкт-Петербурге, с 20 ноября 1889 года работала земским врачом в селе Сушигорицы Тверской губернии. Свою последнюю успешную операцию провела за две недели до смерти в 1935 году.
По инициативе Софьи Кочуровой в Сушигорицах построен «больничный городок», в котором разместились родильное и хирургическое отделения. По инициативе Софьи Кочуровой появилась первая в районе изба-читальня,  летние «детские избы» (ясли-приюты) и при ней вошло в обычай, чтобы больные, получающие медицинскую помощь, сажали деревья на голых  холмах, окружающих больницу. Образовавшийся парк получил название «Софьины горы».
Публиковалась в специализированных изданиях, является автором публикации по камнесечению в земской практике.
В 1932 году  одна из первых в Тверской области получила звание Героя Труда за большие заслуги в области здравоохранения.

## Память
На могиле Софьи Кочуровой в Сушигорицах установлен обелиск, в её честь названа одна из улиц районного центра Сандово.